# ババア発言
ババア発言（ババアはつげん）とは、2001年10月末から12月にかけて、東京都知事の石原慎太郎が、松井孝典東京大学名誉教授の話を引用した発言。「高齢女性を侮辱する発言を様々な場で繰り返した」として、一部の女性活動家らが「ババア発言事件」と称し、石原を提訴した。

## 発言の内容
問題とされた『週刊女性』2001年11月6日号「独占激白“石原慎太郎都知事吠える！”」などの記事による、石原の発言は以下の3つである。
1. 「これは僕がいってるんじゃなくて、松井孝典がいってるんだけど、“文明がもたらしたもっとも悪しき有害なものは「ババア」”なんだそうだ。“女性が生殖能力を失っても生きているってのは無駄で罪です”って。男は80、90歳でも生殖能力があるけれど、女は閉経してしまったら子供を生む能力はない。そんな人間が、きんさん・ぎんさんの年まで生きてるってのは、地球にとって非常に悪しき弊害だって…。なるほどとは思うけど、政治家としてはいえないわね（笑い）。まあ、半分は正鵠を射て、半分はブラックユーモアみたいなものだけど、そういう文明ってのは、惑星をあっという間に消滅させてしまうんだよね。」[1]
2. 「この間すごい話をしたんだ、松井さんが。私は膝をたたいてその通りだと。女性がいるから言えないけど…。本質的に余剰なものは、つまり存在の使命を失ったものが、生命体、しかも人間であるということだけでいろんな消費を許され、収奪を許される。特に先進国にありうるわけだ。でね…、やっぱりやめようか（笑）。あれが実は地球の文明なるものの基本的な矛盾を表象している事例だな。」[2]
3. 「そして、他の動物、他の生命体とのかかわりの中で、人間が人間というものの存在を主張し過ぎたために、非常に横暴な存在になった。そして、彼が例を挙げたのは、ほとんどの動物は繁殖、種の保存ということのために生きて、それで死んでいくが、人間の場合にはそういう目的を達せない人でも、つまり、人間という尊厳の中で長生きをするということで、彼はかなり熾烈な言葉でいいまして、私はそのときに、なるほどなといいながら、しかし、それは政治家にはいえないから、あなたみたいな専門家じゃなきゃとてもいえませんなといって、そのときに慨嘆したんだ。（中略）私が思わずひざをたたいた所以の一つは、私の友人でもありました深沢七郎氏が書いたうば捨て山という、あの、要するに「楢山節考」という、年をとったそのおばあさんを、その部落の貧困のゆえに、あえて生きている人間を捨てに行くという、これは年をとった女の人が、他の動物の生存の仕方に比べれば、かなり横暴な存在であるという表現の、実は逆説的な一つの証左でありまして、私はいろんなことを思い合わせながら、その松井さんの話を非常に印象深く聞いたわけです。」[3]

## 日弁連の警告書
2003年12月25日、日本弁護士連合会（日弁連）は石原に対して一連の差別発言について抗議する「警告書」を出した。日弁連としては、石原都知事の発言が引用元の松井の見解とは全く異なるものであり、石原自身の見解に基いた発言であると評価するのが相当としている。また、女性に対する言葉の暴力であり、権利侵害であると評価した。更に、都知事の立場で差別的発言に及ぶことは影響が極めて大きく、「しかも今日にいたるも本差別発言について申立人らに対し、一切の謝罪、撤回がなされていないことは、自己の言動に責任を持たない人格的態度がうかがわれるものであってきわめて遺憾といわざるを得ない」として、全面的に都知事の発言を戒める立場をとっている。

## 都知事選挙への影響
2003年の東京都知事選挙において当該発言が争点化。民主党の円より子らの要請を受け立候補した樋口恵子は自らを「平和ボケおばさん」と称し、石原を「軍国おじさん」「独断専行」などと批判したが、石原の「ババア」発言に対抗するためか殊更中高年や壮年の男性に対する蔑視と取られかねない発言を選挙戦中に連発したため却って樋口が有権者の反感を買い、また日本共産党が擁立した若林義春と反石原票を奪い合ったため、結果は石原の圧勝に終わり、樋口は次点。若林は供託金を没収される大惨敗を喫した。

## 131人の原告による提訴と、裁判所の判断
石原側が、自らの発言についてあくまでも非を認めない態度に終始したため、原告女性131名が自らの権利を侵害されたとして、約1,440万円の損害賠償（一人当たり11万円の慰謝料）と謝罪広告を求め石原を提訴した。
2005年2月24日の第一審東京地方裁判所の判決は、被告（石原）の発言を「憲法、（中略）その他の国際社会における取組の基本理念と相容れない」「東京都知事という要職にある者の発言としては不用意」などと指摘しながらも「原告ら個々人の名誉が毀損されたかということになると疑問である」などとして「損害賠償の請求は認められない」ということから原告らの請求を棄却した。
原告らは判決を不服として、2005年3月9日に東京高等裁判所に控訴したが、2005年9月28日の高裁判決もほぼ一審同様の見解をとり、原告らの控訴を棄却している。

## 別件裁判
石原が「ババア発言」第一審判決後の2005年2月25日の定例記者会見において「僕は初めて聞いたことにショックを受けたから、それを取り次いだだけですよ。ある会合で。そこに変な左翼がいたんだよ。それが喧伝したわけだ。まあ、あれは裁判のための裁判で、あの人たちのパフォーマンス。その域を出ないね」と原告らを批判する発言をしたことに対し、今度は2006年4月20日に「原告を誹謗中傷した」と主張する原告92名が、石原と東京都に謝罪と損害賠償などを求めて新たに訴訟を提起（平成18年（ワ）第8261号）した。
2007年7月31日、東京地裁は「原告の請求をすべて棄却」の判決を下したため、原告団は控訴。2008年6月11日、東京高裁の控訴審判決でも「原告の請求をすべて棄却」の判決が下された。原告団・弁護団は最高裁に上告したが、最高裁判所は同年11月11日に上告を棄却し、原告側の敗訴が確定した。

## その他
『プリンセス・マサコ』著者のベンジャミン・ヒルズは同書の中で、「日本ではこうした侮辱に対する罰則が定められていない。西洋人の目からみて驚くのは、こんな途方もない発言をして喜んでいる石原のような社会的ネアンデルタール人がこういうことを言ったという事実ではない。むしろ、法廷がこれを許したという事実である」と批判。
2010年3月18日にTOHOシネマズ六本木ヒルズで開催されたフランス映画祭のためにフランス代表団団長として来日したジェーン・バーキンは来日時の記者会見で、50歳を過ぎた女性たちの旅を描いた自身の主演作『テルマ、ルイーズとシャンタル(原題)』のストーリーに寄せて、「人生は40歳、50歳、60歳になっても始められる。東京の都知事は“女性は子供が産めなくなったら女性ではなくなる”みたいなことをおっしゃったそうですが、それは本当のことではありませんね」と石原を批判した。
石原に対する一連の訴訟に敗れた原告団を中心としたグループは、その後も「石原都知事の女性差別発言を許さず、公人による性差別をなくす会」（公人の性差別をなくす会）を結成し、公職者により女性や同性愛者に対する差別発言に対しての抗議活動や、旧日本軍の慰安婦に対する公式謝罪や補償を求めて韓国で展開されている水曜デモへの賛同などを行っている（外部リンク参照）。

## 関連文献
- 『131人の女たちの告発 - 石原都知事の「ババァ発言」裁判から見えてきたもの』 石原都知事の「ババァ発言」に怒り、謝罪を求める会編（明石書店）